# Vòng bảng UEFA Europa League 2022–23
Vòng bảng UEFA Europa League 2022–23 bắt đầu vào ngày 8 tháng 9 năm 2022 và kết thúc vào ngày 3 tháng 11 năm 2022. Có tổng cộng 32 đội cạnh tranh ở vòng bảng để xác định 16 trong số 24 suất vào vòng đấu loại trực tiếp của UEFA Europa League 2022–23.
Bodø/Glimt, Nantes, Union Berlin và Union Saint-Gilloise có lần đầu tiên xuất hiện ở vòng bảng Europa League. Union Saint-Gilloise có lần đầu tiên xuất hiện ở vòng bảng một giải đấu UEFA.

## Bốc thăm
Lễ bốc thăm cho vòng bảng được tổ chức vào ngày 26 tháng 8 năm 2022 ở Istanbul, Thổ Nhĩ Kỳ. 32 đội được bốc thăm vào tám bảng gồm 4 đội. Đối với lễ bốc thăm, các đội được xếp hạt giống vào bốn nhóm, mỗi nhóm gồm 8 đội, dựa trên hệ số câu lạc bộ UEFA năm 2022. Các đội từ cùng hiệp hội không thể được bốc thăm vào cùng bảng. Trước lễ bốc thăm, UEFA đã thành lập các cặp gồm các đội từ cùng hiệp hội, bao gồm các đội thi đấu ở vòng bảng Europa Conference League (một cặp cho các hiệp hội với 2 hoặc 3 đội, hai cặp cho các hiệp hội với 4 hoặc 5 đội) dựa trên lượng khán giả xem truyền hình, trong đó một đội được bốc thăm vào các Bảng A–D và đội còn lại được bốc thăm vào các Bảng E–H, do đó hai đội thi đấu vào các khung giờ khác nhau. Các cặp sau được UEFA công bố sau khi các đội vòng bảng được xác nhận (đội thứ hai trong cặp được đánh dấu UECL thi đấu ở vòng bảng Europa Conference League):
- A  Roma và Lazio
- B  Manchester United và Arsenal
- C  Red Star Belgrade và Partizan (UECL)
- D  Dynamo Kyiv và Dnipro-1 (UECL)
- E  Feyenoord và PSV Eindhoven
- F  Rennes và Monaco
- G  Real Sociedad và Real Betis
- H  Malmö FF và Djurgårdens IF (UECL)
- I  Midtjylland và Silkeborg (UECL)
- J  Bodø/Glimt và Molde (UECL)
- K  Union Berlin và SC Freiburg
- L  Fenerbahçe và Trabzonspor
- M  Nantes và Nice (UECL)
- N  Sturm Graz và Austria Wien (UECL)
- O  AEK Larnaca và Omonia
- P  Zürich và Basel (UECL)

## Các đội bóng
Dưới đây là các đội tham dự (với hệ số câu lạc bộ UEFA năm 2022), được xếp theo nhóm hạt giống của họ. Họ bao gồm:
- 12 đội tham dự vào vòng này
- 10 đội thắng của vòng play-off
- 6 đội thua của vòng play-off (4 đội từ Nhóm các đội vô địch, 2 đội từ Nhóm các đội không vô địch)
- 4 đội thua thuộc Nhóm các đội không vô địch của vòng loại thứ ba

| Chú thích màu sắc                                                                 |
| --------------------------------------------------------------------------------- |
| Đội nhất bảng đi tiếp thẳng vào vòng 16 đội                                       |
| Đội nhì bảng đi tiếp vào vòng play-off đấu loại trực tiếp                         |
| Đội đứng thứ ba tham dự vòng play-off đấu loại trực tiếp Europa Conference League |

| Đội               | Ghi chú | Hệ số   |
| ----------------- | ------- | ------- |
| Roma              |         | 100.000 |
| Manchester United |         | 105.000 |
| Arsenal           |         | 80.000  |
| Lazio             |         | 53.000  |
| Braga             |         | 46.000  |
| Red Star Belgrade | [CL-CP] | 46.000  |
| Dynamo Kyiv       | [CL-LP] | 44.000  |
| Olympiacos        | [EL-PO] | 41.000  |

| Đội                | Ghi chú | Hệ số  |
| ------------------ | ------- | ------ |
| Feyenoord          |         | 40.000 |
| Rennes             |         | 33.000 |
| PSV Eindhoven      | [CL-LP] | 33.000 |
| Monaco             | [CL-LQ] | 26.000 |
| Real Sociedad      |         | 26.000 |
| Qarabağ            | [CL-CP] | 25.000 |
| Malmö FF           | [EL-PO] | 23.500 |
| Ludogorets Razgrad | [EL-PO] | 23.000 |

| Đội              | Ghi chú | Hệ số  |
| ---------------- | ------- | ------ |
| Sheriff Tiraspol | [EL-PO] | 22.500 |
| Real Betis       |         | 21.000 |
| Midtjylland      | [CL-LQ] | 19.000 |
| Bodø/Glimt       | [CL-CP] | 17.000 |
| Ferencváros      | [EL-PO] | 15.500 |
| Union Berlin     |         | 15.042 |
| SC Freiburg      |         | 15.042 |
| Fenerbahçe       | [EL-PO] | 14.500 |

| Đội                  | Ghi chú | Hệ số  |
| -------------------- | ------- | ------ |
| Nantes               |         | 12.016 |
| HJK                  | [EL-PO] | 8.500  |
| Sturm Graz           | [CL-LQ] | 7.770  |
| AEK Larnaca          | [EL-PO] | 7.500  |
| Omonia               | [EL-PO] | 7.000  |
| Zürich               | [EL-PO] | 7.000  |
| Union Saint-Gilloise | [CL-LQ] | 6.120  |
| Trabzonspor          | [CL-CP] | 5.500  |

Ghi chú
1. EL-PO Đội thắng của vòng play-off..
2. CL-CP Đội thua của vòng play-off Champions League (Nhóm các đội vô địch).
3. CL-LP Đội thua của vòng play-off Champions League (Nhóm các đội không vô địch).
4. CL-LQ Đội thua của vòng loại thứ ba Champions League (Nhóm các đội không vô địch).

## Các bảng
Lịch thi đấu được công bố vào ngày 27 tháng 8 năm 2022, một ngày sau lễ bốc thăm. Các trận đấu được diễn ra vào ngày 8 tháng 9, 15 tháng 9, 6 tháng 10, 13 tháng 10, 27 tháng 10 và 3 tháng 11 năm 2022. Thời gian bắt đầu trận đấu là 18:45 và 21:00 CET/CEST.
Thời gian là CET/CEST, do UEFA liệt kê (giờ địa phương nếu khác nhau thì được hiển thị trong ngoặc đơn).

### Bảng A
| VT | Đội           | ST | T | H | B | BT | BB | HS  | Đ  | Giành quyền tham dự                          |  | ARS | PSV | BOD | ZUR |
| -- | ------------- | -- | - | - | - | -- | -- | --- | -- | -------------------------------------------- |  | --- | --- | --- | --- |
| 1  | Arsenal       | 6  | 5 | 0 | 1 | 8  | 3  | +5  | 15 | Đi tiếp vào vòng 16 đội                      |  | —   | 1–0 | 3–0 | 1–0 |
| 2  | PSV Eindhoven | 6  | 4 | 1 | 1 | 15 | 4  | +11 | 13 | Đi tiếp vào vòng play-off đấu loại trực tiếp |  | 2–0 | —   | 1–1 | 5–0 |
| 3  | Bodø/Glimt    | 6  | 1 | 1 | 4 | 5  | 10 | −5  | 4  | Chuyển qua Europa Conference League          |  | 0–1 | 1–2 | —   | 2–1 |
| 4  | Zürich        | 6  | 1 | 0 | 5 | 5  | 16 | −11 | 3  |                                              |  | 1–2 | 1–5 | 2–1 | —   |

| Zürich                | 1–2      | Arsenal                        |
| --------------------- | -------- | ------------------------------ |
| - Kryeziu 44' (ph.đ.) | Chi tiết | - Marquinhos 16' - Nketiah 62' |

| PSV Eindhoven | 1–1      | Bodø/Glimt    |
| ------------- | -------- | ------------- |
| - Gakpo 62'   | Chi tiết | - Grønbæk 44' |

| Bodø/Glimt                         | 2–1      | Zürich        |
| ---------------------------------- | -------- | ------------- |
| - Selnæs 54' (l.n.) - Vetlesen 58' | Chi tiết | - Avdijaj 81' |

| Zürich      | 1–5      | PSV Eindhoven                                      |
| ----------- | -------- | -------------------------------------------------- |
| - Okita 87' | Chi tiết | - Vertessen 10', 15' - Gakpo 21', 55' - Simons 35' |

| Arsenal                                  | 3–0      | Bodø/Glimt |
| ---------------------------------------- | -------- | ---------- |
| - Nketiah 23' - Holding 27' - Vieira 84' | Chi tiết |            |

| Bodø/Glimt | 0–1      | Arsenal    |
| ---------- | -------- | ---------- |
|            | Chi tiết | - Saka 24' |

| PSV Eindhoven                                                  | 5–0      | Zürich |
| -------------------------------------------------------------- | -------- | ------ |
| - Gutiérrez 9' - Veerman 15', 55' - Sangaré 34' - El Ghazi 84' | Chi tiết |        |

| Arsenal     | 1–0      | PSV Eindhoven |
| ----------- | -------- | ------------- |
| - Xhaka 71' | Chi tiết |               |

### Bảng B
| VT | Đội         | ST | T | H | B | BT | BB | HS | Đ  | Giành quyền tham dự                          |  | FEN | REN | AEK | DKV |
| -- | ----------- | -- | - | - | - | -- | -- | -- | -- | -------------------------------------------- |  | --- | --- | --- | --- |
| 1  | Fenerbahçe  | 6  | 4 | 2 | 0 | 13 | 7  | +6 | 14 | Đi tiếp vào vòng 16 đội                      |  | —   | 3–3 | 2–0 | 2–1 |
| 2  | Rennes      | 6  | 3 | 3 | 0 | 11 | 8  | +3 | 12 | Đi tiếp vào vòng play-off đấu loại trực tiếp |  | 2–2 | —   | 1–1 | 2–1 |
| 3  | AEK Larnaca | 6  | 1 | 2 | 3 | 7  | 10 | −3 | 5  | Chuyển qua Europa Conference League          |  | 1–2 | 1–2 | —   | 3–3 |
| 4  | Dynamo Kyiv | 6  | 0 | 1 | 5 | 5  | 11 | −6 | 1  |                                              |  | 0–2 | 0–1 | 0–1 | —   |

| AEK Larnaca | 1–2      | Rennes                        |
| ----------- | -------- | ----------------------------- |
| - Oier 33'  | Chi tiết | - Theate 29' - Assignon 90+4' |

| Fenerbahçe                               | 2–1      | Dynamo Kyiv     |
| ---------------------------------------- | -------- | --------------- |
| - Gustavo Henrique 35' - Batshuayi 90+1' | Chi tiết | - Tsyhankov 63' |

| Dynamo Kyiv | 0–1      | AEK Larnaca  |
| ----------- | -------- | ------------ |
|             | Chi tiết | - Gyurcsó 8' |

| Rennes                    | 2–2      | Fenerbahçe                             |
| ------------------------- | -------- | -------------------------------------- |
| - Terrier 52' - Majer 54' | Chi tiết | - Kahveci 60' - Valencia 90+2' (ph.đ.) |

| Rennes                      | 2–1      | Dynamo Kyiv     |
| --------------------------- | -------- | --------------- |
| - Terrier 23' - D. Doué 89' | Chi tiết | - Tsyhankov 33' |

| Fenerbahçe                         | 2–0      | AEK Larnaca |
| ---------------------------------- | -------- | ----------- |
| - Batshuayi 26' - Mamas 79' (l.n.) | Chi tiết |             |

| Dynamo Kyiv | 0–1      | Rennes     |
| ----------- | -------- | ---------- |
|             | Chi tiết | - Wooh 48' |

| AEK Larnaca              | 1–2      | Fenerbahçe                               |
| ------------------------ | -------- | ---------------------------------------- |
| - Trickovski 52' (ph.đ.) | Chi tiết | - João Pedro 16' - Batshuayi 80' (ph.đ.) |

### Bảng C
| VT | Đội                | ST | T | H | B | BT | BB | HS  | Đ  | Giành quyền tham dự                          |  | BET | ROM | LUD | HJK |
| -- | ------------------ | -- | - | - | - | -- | -- | --- | -- | -------------------------------------------- |  | --- | --- | --- | --- |
| 1  | Real Betis         | 6  | 5 | 1 | 0 | 12 | 4  | +8  | 16 | Đi tiếp vào vòng 16 đội                      |  | —   | 1–1 | 3–2 | 3–0 |
| 2  | Roma               | 6  | 3 | 1 | 2 | 11 | 7  | +4  | 10 | Đi tiếp vào vòng play-off đấu loại trực tiếp |  | 1–2 | —   | 3–1 | 3–0 |
| 3  | Ludogorets Razgrad | 6  | 2 | 1 | 3 | 8  | 9  | −1  | 7  | Chuyển qua Europa Conference League          |  | 0–1 | 2–1 | —   | 2–0 |
| 4  | HJK                | 6  | 0 | 1 | 5 | 2  | 13 | −11 | 1  |                                              |  | 0–2 | 1–2 | 1–1 | —   |

| Ludogorets Razgrad       | 2–1      | Roma             |
| ------------------------ | -------- | ---------------- |
| - Cauly 72' - Nonato 88' | Chi tiết | - Shomurodov 86' |

| HJK | 0–2      | Real Betis                        |
| --- | -------- | --------------------------------- |
|     | Chi tiết | - Willian José 45+3' (ph.đ.), 64' |

| Real Betis                                      | 3–2      | Ludogorets Razgrad          |
| ----------------------------------------------- | -------- | --------------------------- |
| - Luiz Henrique 25' - Joaquín 39' - Canales 59' | Chi tiết | - Despodov 45+1' - Rick 74' |

| Roma                                        | 3–0      | HJK |
| ------------------------------------------- | -------- | --- |
| - Dybala 47' - Pellegrini 49' - Belotti 68' | Chi tiết |     |

| HJK           | 1–1      | Ludogorets Razgrad |
| ------------- | -------- | ------------------ |
| - Hetemaj 55' | Chi tiết | - Tissera 10'      |

| Roma                 | 1–2      | Real Betis                          |
| -------------------- | -------- | ----------------------------------- |
| - Dybala 34' (ph.đ.) | Chi tiết | - Rodríguez 40' - Luiz Henrique 88' |

| Real Betis    | 1–1      | Roma          |
| ------------- | -------- | ------------- |
| - Canales 34' | Chi tiết | - Belotti 53' |

| Ludogorets Razgrad       | 2–0      | HJK |
| ------------------------ | -------- | --- |
| - Gropper 38' - Rick 64' | Chi tiết |     |

### Bảng D
| VT | Đội                  | ST | T | H | B | BT | BB | HS | Đ  | Giành quyền tham dự                          |  | USG | UBE | BRA | MAL |
| -- | -------------------- | -- | - | - | - | -- | -- | -- | -- | -------------------------------------------- |  | --- | --- | --- | --- |
| 1  | Union Saint-Gilloise | 6  | 4 | 1 | 1 | 11 | 7  | +4 | 13 | Đi tiếp vào vòng 16 đội                      |  | —   | 0–1 | 3–3 | 3–2 |
| 2  | Union Berlin         | 6  | 4 | 0 | 2 | 4  | 2  | +2 | 12 | Đi tiếp vào vòng play-off đấu loại trực tiếp |  | 0–1 | —   | 1–0 | 1–0 |
| 3  | Braga                | 6  | 3 | 1 | 2 | 9  | 7  | +2 | 10 | Chuyển qua Europa Conference League          |  | 1–2 | 1–0 | —   | 2–1 |
| 4  | Malmö FF             | 6  | 0 | 0 | 6 | 3  | 11 | −8 | 0  |                                              |  | 0−2 | 0–1 | 0–2 | —   |

| Malmö FF | 0–2      | Braga                               |
| -------- | -------- | ----------------------------------- |
|          | Chi tiết | - Rodrigues 30' - Horta 70' (ph.đ.) |

| Union Berlin | 0–1      | Union Saint-Gilloise |
| ------------ | -------- | -------------------- |
|              | Chi tiết | - Lynen 39'          |

| Union Saint-Gilloise                     | 3–2      | Malmö FF                       |
| ---------------------------------------- | -------- | ------------------------------ |
| - Burgess 17' - Teuma 69' - Boniface 71' | Chi tiết | - Ceesay 6' - Kiese Thelin 57' |

| Braga         | 1–0      | Union Berlin |
| ------------- | -------- | ------------ |
| - Vitinha 77' | Chi tiết |              |

| Malmö FF | 0–1      | Union Berlin |
| -------- | -------- | ------------ |
|          | Chi tiết | - Becker 68' |

| Braga      | 1–2      | Union Saint-Gilloise |
| ---------- | -------- | -------------------- |
| - Ruiz 49' | Chi tiết | - Nilsson 86', 90+4' |

| Union Saint-Gilloise              | 3–3      | Braga                   |
| --------------------------------- | -------- | ----------------------- |
| - Boniface 20', 62' - Vanzeir 49' | Chi tiết | - Vitinha 15', 36', 41' |

| Union Berlin         | 1–0      | Malmö FF |
| -------------------- | -------- | -------- |
| - Knoche 89' (ph.đ.) | Chi tiết |          |

### Bảng E
| VT | Đội               | ST | T | H | B | BT | BB | HS | Đ  | Giành quyền tham dự                          |  | RSO | MUN | SHE | OMO |
| -- | ----------------- | -- | - | - | - | -- | -- | -- | -- | -------------------------------------------- |  | --- | --- | --- | --- |
| 1  | Real Sociedad     | 6  | 5 | 0 | 1 | 10 | 2  | +8 | 15 | Đi tiếp vào vòng 16 đội                      |  | —   | 0–1 | 3–0 | 2–1 |
| 2  | Manchester United | 6  | 5 | 0 | 1 | 10 | 3  | +7 | 15 | Đi tiếp vào vòng play-off đấu loại trực tiếp |  | 0–1 | —   | 3–0 | 1–0 |
| 3  | Sheriff Tiraspol  | 6  | 2 | 0 | 4 | 4  | 10 | −6 | 6  | Chuyển qua Europa Conference League          |  | 0–2 | 0–2 | —   | 1–0 |
| 4  | Omonia            | 6  | 0 | 0 | 6 | 3  | 12 | −9 | 0  |                                              |  | 0–2 | 2–3 | 0–3 | —   |

1. 1 2  Bằng kết quả đối đầu. Hiệu số bàn thắng thua tổng thể được sử dụng làm tiêu chí xếp hạng.

| Manchester United | 0–1      | Real Sociedad        |
| ----------------- | -------- | -------------------- |
|                   | Chi tiết | - Méndez 59' (ph.đ.) |

| Omonia | 0–3      | Sheriff Tiraspol                              |
| ------ | -------- | --------------------------------------------- |
|        | Chi tiết | - Akanbi 2' - Atiemwen 55' (ph.đ.) - Diop 76' |

| Sheriff Tiraspol | 0–2      | Manchester United                  |
| ---------------- | -------- | ---------------------------------- |
|                  | Chi tiết | - Sancho 17' - Ronaldo 39' (ph.đ.) |

| Real Sociedad               | 2–1      | Omonia      |
| --------------------------- | -------- | ----------- |
| - Guevara 30' - Sørloth 80' | Chi tiết | - Bruno 72' |

| Sheriff Tiraspol | 0–2      | Real Sociedad               |
| ---------------- | -------- | --------------------------- |
|                  | Chi tiết | - Silva 53' - Elustondo 62' |

| Omonia                            | 2–3      | Manchester United                 |
| --------------------------------- | -------- | --------------------------------- |
| - Ansarifard 34' - Panayiotou 85' | Chi tiết | - Rashford 53', 84' - Martial 63' |

| Manchester United | 1–0      | Omonia |
| ----------------- | -------- | ------ |
| - McTominay 90+3' | Chi tiết |        |

| Real Sociedad                            | 3–0      | Sheriff Tiraspol |
| ---------------------------------------- | -------- | ---------------- |
| - Sørloth 45+1' - Rico 66' - Navarro 81' | Chi tiết |                  |

### Bảng F
| VT | Đội         | ST | T | H | B | BT | BB | HS | Đ | Giành quyền tham dự                          |  | FEY | MID | LAZ | STU |
| -- | ----------- | -- | - | - | - | -- | -- | -- | - | -------------------------------------------- |  | --- | --- | --- | --- |
| 1  | Feyenoord   | 6  | 2 | 2 | 2 | 13 | 9  | +4 | 8 | Đi tiếp vào vòng 16 đội                      |  | —   | 2–2 | 1–0 | 6–0 |
| 2  | Midtjylland | 6  | 2 | 2 | 2 | 12 | 8  | +4 | 8 | Đi tiếp vào vòng play-off đấu loại trực tiếp |  | 2–2 | —   | 5–1 | 2–0 |
| 3  | Lazio       | 6  | 2 | 2 | 2 | 9  | 11 | −2 | 8 | Chuyển qua Europa Conference League          |  | 4–2 | 2–1 | —   | 2–2 |
| 4  | Sturm Graz  | 6  | 2 | 2 | 2 | 4  | 10 | −6 | 8 |                                              |  | 1–0 | 1–0 | 0–0 | —   |

1. 1 2 3 4  Bằng kết quả đối đầu. Hiệu số bàn thắng thua tổng thể được sử dụng làm tiêu chí xếp hạng. Giữa Feyenoord và Midtjylland, số bàn thắng ghi được tổng thể được sử dụng làm tiêu chí xếp hạng.

| Lazio                                                     | 4–2      | Feyenoord                  |
| --------------------------------------------------------- | -------- | -------------------------- |
| - Luis Alberto 4' - Felipe Anderson 15' - Vecino 28', 63' | Chi tiết | - Giménez 69' (ph.đ.), 88' |

| Sturm Graz  | 1–0      | Midtjylland |
| ----------- | -------- | ----------- |
| - Emegha 8' | Chi tiết |             |

| Midtjylland                                                                     | 5–1      | Lazio                  |
| ------------------------------------------------------------------------------- | -------- | ---------------------- |
| - Paulinho 26' - Kaba 30' - Evander 52' (ph.đ.) - Isaksen 67' - Sviatchenko 72' | Chi tiết | - Milinković-Savić 57' |

| Feyenoord                                                                   | 6–0      | Sturm Graz |
| --------------------------------------------------------------------------- | -------- | ---------- |
| - Jahanbakhsh 9', 41' - Hancko 31' - Danilo 34' - Giménez 66' - Idrissi 78' | Chi tiết |            |

| Sturm Graz | 0–0      | Lazio |
| ---------- | -------- | ----- |
|            | Chi tiết |       |

| Midtjylland                 | 2–2      | Feyenoord                           |
| --------------------------- | -------- | ----------------------------------- |
| - Isaksen 54' - Juninho 85' | Chi tiết | - Szymański 23' - Kökçü 45' (ph.đ.) |

| Feyenoord                 | 2–2      | Midtjylland                      |
| ------------------------- | -------- | -------------------------------- |
| - Timber 32' - Hancko 48' | Chi tiết | - Martínez 16' - Sviatchenko 58' |

| Lazio                              | 2–2      | Sturm Graz        |
| ---------------------------------- | -------- | ----------------- |
| - Immobile 45' (ph.đ.) - Pedro 71' | Chi tiết | - Bøving 56', 83' |

### Bảng G
| VT | Đội         | ST | T | H | B | BT | BB | HS  | Đ  | Giành quyền tham dự                          |  | FRE | NAN | QRB | OLY |
| -- | ----------- | -- | - | - | - | -- | -- | --- | -- | -------------------------------------------- |  | --- | --- | --- | --- |
| 1  | SC Freiburg | 6  | 4 | 2 | 0 | 13 | 3  | +10 | 14 | Đi tiếp vào vòng 16 đội                      |  | —   | 2–0 | 2–1 | 1–1 |
| 2  | Nantes      | 6  | 3 | 0 | 3 | 6  | 11 | −5  | 9  | Đi tiếp vào vòng play-off đấu loại trực tiếp |  | 0–4 | —   | 2–1 | 2–1 |
| 3  | Qarabağ     | 6  | 2 | 2 | 2 | 9  | 5  | +4  | 8  | Chuyển qua Europa Conference League          |  | 1–1 | 3–0 | —   | 0–0 |
| 4  | Olympiacos  | 6  | 0 | 2 | 4 | 2  | 11 | −9  | 2  |                                              |  | 0–3 | 0–2 | 0–3 | —   |

| Nantes                         | 2–1      | Olympiacos               |
| ------------------------------ | -------- | ------------------------ |
| - Mohamed 32' - Guessand 90+3' | Chi tiết | - Moutoussamy 50' (l.n.) |

| SC Freiburg                   | 2–1      | Qarabağ       |
| ----------------------------- | -------- | ------------- |
| - Grifo 7' (ph.đ.) - Dōan 15' | Chi tiết | - Vešović 39' |

| Olympiacos | 0–3      | SC Freiburg                        |
| ---------- | -------- | ---------------------------------- |
|            | Chi tiết | - Höfler 5' - Gregoritsch 25', 52' |

| Qarabağ                                 | 3–0      | Nantes |
| --------------------------------------- | -------- | ------ |
| - Owusu 60' - Zoubir 65' - Janković 72' | Chi tiết |        |

| Olympiacos | 0–3      | Qarabağ                                  |
| ---------- | -------- | ---------------------------------------- |
|            | Chi tiết | - Owusu 68' - Vešović 82' - Sheydaev 86' |

| SC Freiburg              | 2–0      | Nantes |
| ------------------------ | -------- | ------ |
| - Kyereh 48' - Grifo 72' | Chi tiết |        |

| Nantes | 0–4      | SC Freiburg                                                             |
| ------ | -------- | ----------------------------------------------------------------------- |
|        | Chi tiết | - Kübler 26' - Gregoritsch 71' - Simon 82' (l.n.) - Jeong Woo-yeong 87' |

| Qarabağ | 0–0      | Olympiacos |
| ------- | -------- | ---------- |
|         | Chi tiết |            |

### Bảng H
| VT | Đội               | ST | T | H | B | BT | BB | HS | Đ  | Giành quyền tham dự                          |  | FER | MON | TRA | ZVE |
| -- | ----------------- | -- | - | - | - | -- | -- | -- | -- | -------------------------------------------- |  | --- | --- | --- | --- |
| 1  | Ferencváros       | 6  | 3 | 1 | 2 | 8  | 9  | −1 | 10 | Đi tiếp vào vòng 16 đội                      |  | —   | 1–1 | 3–2 | 2–1 |
| 2  | Monaco            | 6  | 3 | 1 | 2 | 9  | 8  | +1 | 10 | Đi tiếp vào vòng play-off đấu loại trực tiếp |  | 0–1 | —   | 3–1 | 4–1 |
| 3  | Trabzonspor       | 6  | 3 | 0 | 3 | 11 | 9  | +2 | 9  | Chuyển qua Europa Conference League          |  | 1–0 | 4–0 | —   | 2–1 |
| 4  | Red Star Belgrade | 6  | 2 | 0 | 4 | 9  | 11 | −2 | 6  |                                              |  | 4–1 | 0–1 | 2–1 | —   |

1. 1 2  Điểm đối đầu: Ferencváros 4, Monaco 1.

| Red Star Belgrade | 0–1      | Monaco               |
| ----------------- | -------- | -------------------- |
|                   | Chi tiết | - Embolo 74' (ph.đ.) |

| Ferencváros                          | 3–2      | Trabzonspor             |
| ------------------------------------ | -------- | ----------------------- |
| - Nguen 5', 44' (ph.đ.) - Traoré 29' | Chi tiết | - Gómez 39' - Bozok 71' |

| Trabzonspor                  | 2–1      | Red Star Belgrade |
| ---------------------------- | -------- | ----------------- |
| - Hamšík 16' - Trézéguet 68' | Chi tiết | - Nikolić 89'     |

| Monaco | 0–1      | Ferencváros  |
| ------ | -------- | ------------ |
|        | Chi tiết | - Vécsei 79' |

| Red Star Belgrade                                   | 4–1      | Ferencváros        |
| --------------------------------------------------- | -------- | ------------------ |
| - Kanga 27' (ph.đ.), 60' - Mitrović 35' - Katai 50' | Chi tiết | - Zachariassen 71' |

| Monaco                                       | 3–1      | Trabzonspor     |
| -------------------------------------------- | -------- | --------------- |
| - Ben Yedder 14', 45+2' (ph.đ.) - Disasi 55' | Chi tiết | - Bakasetas 72' |

| Trabzonspor                                                     | 4–0      | Monaco |
| --------------------------------------------------------------- | -------- | ------ |
| - Sarr 44' (l.n.) - Vitor Hugo 48' - Bardhi 57' - Trézéguet 69' | Chi tiết |        |

| Ferencváros                    | 2–1      | Red Star Belgrade |
| ------------------------------ | -------- | ----------------- |
| - Zachariassen 23' - Mmaee 61' | Chi tiết | - Mitrović 55'    |